# President's Day

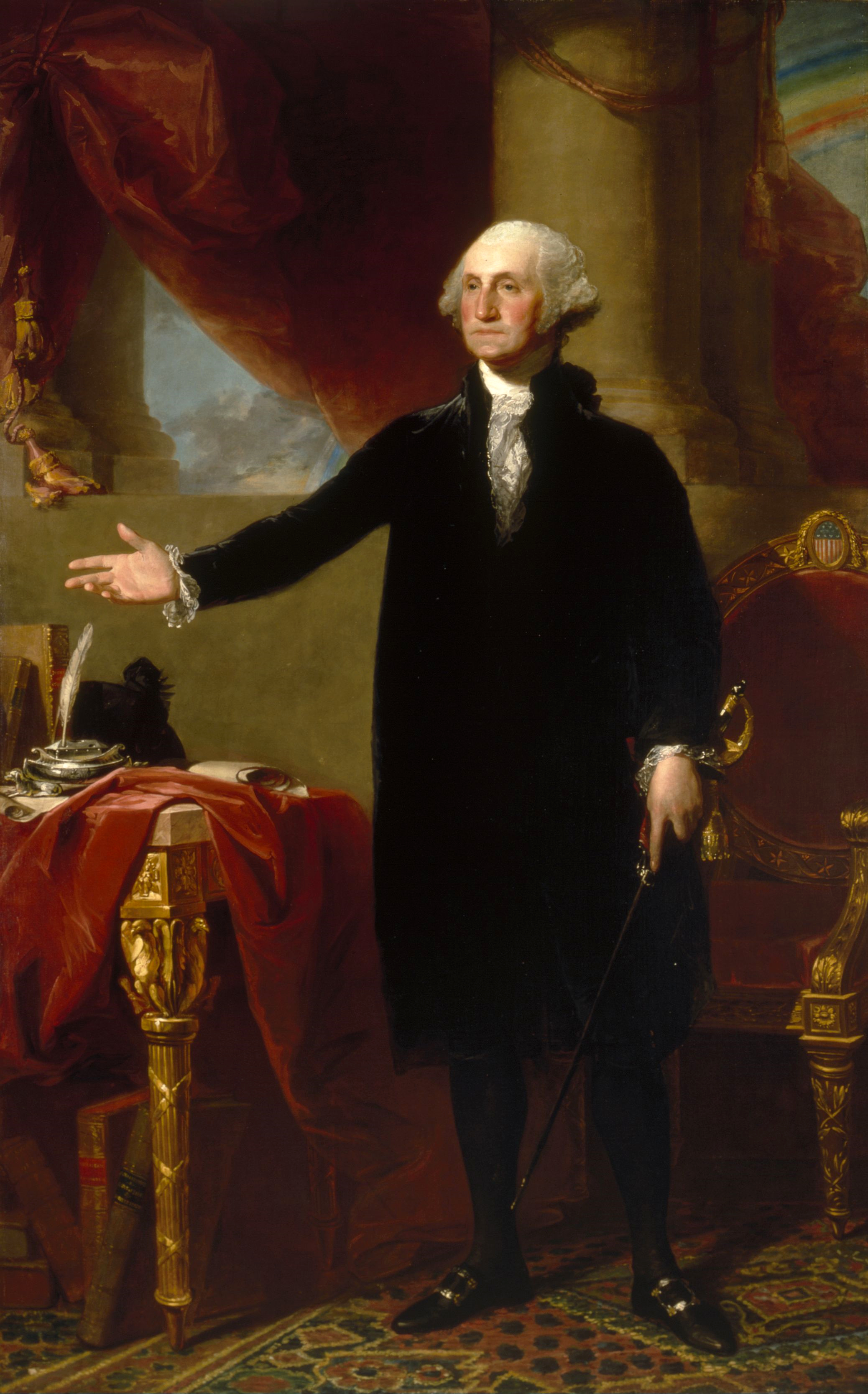
George Washington, wiens verjaardag op President's Day in ere wordt gehouden

President's Day (officieel Washington's Birthday) is een feestdag in de Verenigde Staten ter ere van presidenten Washington, Lincoln en alle andere presidenten van de Verenigde Staten.
De feestdag, die nu op de derde maandag van februari valt, was oorspronkelijk bedoeld om de verjaardag van de eerste president, George Washington op 22 februari, te vieren. Vanaf 1885 was het een vrije dag voor alle medewerkers van de federale overheid. Voor die tijd werden er echter ook al festiviteiten georganiseerd rond de verjaardag van Washington. Na de Amerikaanse Burgeroorlog werd ook de verjaardag van Abraham Lincoln geëerd, op 12 februari. Vanaf 1971 worden beide dagen op één dag, President's Day, gevierd. Deze feestdag geldt overigens in principe alleen voor federale instellingen, hoewel alle staten zelf ook de dag vieren, zij het onder diverse namen als Washington's Birthday, Washington and Lincoln Day en George Washington Day.
Op President's Day wordt vaak Washingtons Farewell Address publiekelijk voorgedragen. Ook zijn er andere festiviteiten die Washington en Lincoln in het bijzonder en alle presidenten in het algemeen eren.
De Amerikaanse beurzen houden op deze dag de deuren gesloten. Er vindt geen handel plaats op Wall Street.